# Mietałłurg (przystanek kolejowy)
Mietałłurg (ros. Металлург) – przystanek kolejowy w miejscowości Elektrostal, w rejonie elektrostalskim, w obwodzie moskiewskim, w Rosji. Położony jest na linii Friaziewo – Elektrostal – Nogińsk, w obrębie stacji Elektrostal.